# Morgan Griffin
Morgan Griffin, född 4 juni 1992, är en australisk skådespelare. Hon spelade Charlie i pyjamasklubben.

## Filmografi i urval

### Film
| år   | Titel                  | roll                   | Anmärkningar |
| ---- | ---------------------- | ---------------------- | ------------ |
| 2007 | September              | Heidi                  |              |
| 2008 | Nim och den hemliga ön | Alice                  |              |
| 2009 | Accidents Happen       | Katrina Post           |              |
| 2009 | Charlie & Boots        | Jess                   |              |
| 2012 | Island                 | Hanna                  | Kortfilm     |
| 2013 | Cliffy                 | Vicki                  | TV-film      |
| 2013 | Louder than Words      | Julie Fareri           |              |
| 2014 | Unbroken               | Beautiful Young Blonde |              |
| 2014 | Freeze-Frame           | Flight Attendant       | Kortfilm     |
| 2015 | San Andreas            | Natalie                |              |
| 2016 | Spin Out               | Lucy                   |              |
| 2017 | Bad Blood              |                        |              |

### TV
| år        | Titel          | Roll    | Anmärkningar |
| --------- | -------------- | ------- | ------------ |
| 2006–2007 | Pyjamasklubben | Charlie | 25 avsnitt   |
| 2013      | Cliffy         | Vicki   | TV-film      |